# نيك نيوتن
نيك نيوتن (بالإنجليزية: Nick Newton)‏ هو منافس ألعاب قوى أمريكي، ولد في 6 نوفمبر 1933، وتوفي في 31 مارس 2018.